# Nicolaus Ferdinand Haller
Pour les articles homonymes, voir Haller.
Nicolaus Ferdinand Haller (né le 21 janvier 1805 à Hambourg, mort le 10 octobre 1876 dans la même ville) est un homme politique allemand.

## Biographie

### Famille
En 1814, Mendel Joseph Haller, juif protégé, épouse à Altona Elisabeth Gottschalk de Hanovre ; de cette union, naît Nicolaus Ferdinand qui reçoit un baptême chrétien et prend le nom de Martin Joseph Haller. Ce dernier devient juge et est le fondateur d'une banque, Haller, Söhle & Co., en 1797.
La tante de Nicolaus Ferdinand, Amalie Gottschalk, est l'épouse du baron Ludwig von Stieglitz, le fondateur de la banque Stieglitz & Co.
La sœur aînée de Nicolaus Ferdinand, Auguste, épouse Johann Christian Söhle, principal actionnaire de la banque à partir de 1830.
Nicolaus Ferdinand Haller épouse Phillipine Adele Oppenheimer, une sœur de Georg Oppenheimer. Phillipine Adele Oppenheimer est aussi la fille de Jacob Amschel Oppenheimer, actionnaire de la banque Heckscher & Co., et de sa femme Esther Heckscher, une tante de Johann Gustav Heckscher. Parmi les sœurs de Phillipine Adele, Anna Emilie se marie avec Johannes Christoph Fehling, Henriette Wilhelmine avec Johann Carl Gottlieb Arning.
Son fils, Martin Haller (de), deviendra un architecte important de Hambourg.

### Carrière politique
Après ses études, Nicolaus Ferdinand Haller devient avocat à Hambourg, principalement dans les affaires commerciales.
En 1844, Haller devient membre du Sénat de Hambourg et participe à l'écriture de la constitution de Hambourg. Il reste sénateur après la réforme de 1861 dans le groupe de Gustav Heinrich Kirchenpauer. Il quitte le Sénat en 1876.
Il est premier bourgmestre de Hambourg plusieurs fois par intermittence en 1863, 1864, 1866, 1867, 1870 et 1873 et deuxième en 1869, 1872, 1875.

## Source de la traduction
- (de) Cet article est partiellement ou en totalité issu de l’article de Wikipédia en allemand intitulé « Nicolaus Ferdinand Haller » (voir la liste des auteurs).